# Юинг, Гравиола
Лидия Гравиола Юинг (в замужестве — Бёрджесс, Андино) (исп. Lydia Graviola Ewing (Burgess, Andino); 6 сентября 1930, Пуэрто-Барриос — 27 марта 2020) — гватемальская легкоатлетка, выступавшая в беге на короткие дистанции, и баскетболистка. Участница летних Олимпийских игр 1952 года, серебряный и двукратный бронзовый призёр Центральноамериканских и Карибских игр 1950 года. Первая женщина, представлявшая Гватемалу на Олимпийских играх.

## Биография
Гравиола Юинг родилась 6 сентября 1930 года в гватемальском городе Пуэрто-Барриос.
Начала заниматься лёгкой атлетикой в 1940-е годы во время учёбы в школе.
Была рекордсменкой Гватемалы в беге на 100 метров (12,40 секунды) и 200 метров.
В 1950 году завоевала три медали на Центральноамериканских и Карибских играх в Гватемале: серебряную в эстафете 4х100 метров и две бронзовых в беге на 50 метров и 100 метров.
В 1951 году входила в состав сборной Гватемалы на первых Панамериканских играх в Буэнос-Айресе.
В 1952 году вошла в состав сборной Гватемалы на летних Олимпийских играх в Хельсинки. В беге на 100 метров заняла в забеге 1/8 финала последнее, 4-е место, показав результат 13,05 и уступив 0,73 секунды попавшей в полуфинал со 2-го места Марге Петерсен из ФРГ. В беге на 200 метров заняла в четвертьфинале последнее, 5-е место с результатом 27,02 секунды и уступив 1,53 секунды попавшей в полуфинал со 2-го места Марсель Габарю из Франции.
Юинг стала первой женщиной, представлявшей Гватемалу на Олимпийских играх, не считая Антонии Матос, которая в 1932 году выступала в соревнованиях по живописи на летних Олимпийских играх в Лос-Анджелесе.
По окончании выступлений в лёгкой атлетике играла в баскетбол на национальном уровне.
Умерла 27 марта 2020 года.

## Личный рекорд
- Бег на 100 метров — 12,40[1]